# Văn hóa Đại Khê
Văn hóa Đại Khê (大溪文化) (4500 TCN- 3000 TCN) là một nền văn hóa thuộc thời đại đồ đá mới tại khu vực Tam Hiệp, trung du Trường Giang. Nền văn hóa này trải dài từ khu vực nay là tây bộ Hồ Bắc đến đông bộ Tứ Xuyên và đồng bằng Châu Giang. Di chỉ đặc trưng Đại Khê nằm ở Cù Đường Hiệp thuộc Vu Sơn, Trùng Khánh, nó được Nels C. Nelson phát hiện vào thập niên 1920. Nhiều di chỉ khảo cổ quan trọng thuộc văn hóa Đại Khê, bao gồm cả di chỉ ở Đại Khê, bị ngập nước hoặc bị phá hủy sau khi hoàn thành đập Tam Hiệp.
Các di chỉ thuộc văn hóa Đại Khê có điểm đặc trưng là sự xuất hiện của đậu (một loại bát), bàn (một loại mâm) trắng, và đồ gốm đỏ. Người dân thuộc văn hóa Đại Khê canh tác lúa trên quy mô rộng. Các di chỉ thuộc văn hóa Đại Khê nằm trong số các di chỉ có niên đại sớm nhất Trung Quốc có dấu tích về việc có hào và tường thành quanh khu định cư.
Văn hóa Đại Khê có các dấu tích thể hiện việc tương tác với khu vực châu thổ Trường Giang. Hiện vật Bàn trắng cũng được phát hiện ở một vài di chỉ tại châu thổ Trường Giang, bao gồm di chỉ đặc trưng Mã Gia Banh. Ngược lại, các hiện vật bằng ngọc thuộc văn hóa Đại Khê lại cho thấy khả năng chịu ảnh hưởng từ khu vực châu thổ Trường Giang. Nối tiếp văn hóa Đại Khê là văn hóa Khuất Gia Lĩnh.